# Vành giao hoán
Trong lý thuyết vành, một nhánh của đại số trừu tượng, một vành giao hoán là một vành trong đó phép nhân là giao hoán. Ngành nghiên cứu các vành giao hoán được gọi là đại số giao hoán. Ngược lại, đại số không giao hoán là ngành nghiên cứu các vành không giao hoán với phép nhân không phải hoặc không bắt buộc phải có tính giao hoán.

## Định nghĩa và ví dụ

### Định nghĩa
Một vành là một tập hợp R được trang bị hai phép toán hai ngôi, tức là các phép toán kết hợp bất kỳ hai phần tử nào của vành thành một phần tử thứ ba. Chúng được gọi là phép cộng và phép nhân và thường được ký hiệu là "+" và "⋅"; ví dụ. a + b và a ⋅ b. Để tạo thành một vành hai phép toán này phải đáp ứng một số tính chất: vành phải là một nhóm Abel với phép cộng cũng như một monoid với phép nhân, trong đó phép nhân có tính phân phối đối với phép cộng; tức là a ⋅ (b + c) = (a ⋅ b) + (a ⋅ c). Các thành phần đơn vị cho phép cộng và phép nhân được biểu thị bằng 0 và 1.
Nếu phép nhân có tính hoán vị, nghĩa là
a ⋅ b = b ⋅ a,
thì vành R được gọi là giao hoán. Trong phần còn lại của bài viết này, tất cả các vành là giao hoán, trừ khi được nêu khác đi.

### Các ví dụ ban đầu
Một ví dụ quan trọng, và theo một nghĩa nào đó là không thể thiếu, là vành của các số nguyên Z với phép cộng và phép nhân. Do phép nhân các số nguyên là một phép toán giao hoán, đây là một vành giao hoán. Nó thường được ký hiệu Z như một chữ viết tắt của từ tiếng Đức Zahlen (nghĩa là số).
Một trường là một vành giao hoán, trong đó mọi phần tử không phải là 0 đều có phần tử nghịch đảo; tức là có một nghịch đảo phép nhân b sao cho a ⋅ b = 1. Do đó, theo định nghĩa, bất kỳ trường nào cũng là một vành giao hoán. Các số hữu tỷ, số thực và số phức tạo thành các trường.